# Piotr Mamónov
Piotr Nikoláyevich Mamónov (en ruso: Пётр Никола́евич Мамо́нов; Moscú, 14 de abril de 1951-Moscú, 15 de julio de 2021) fue un músico de rock, compositor y actor ruso, que fue director de la banda moscovita Zvuki Mu. Fue uno de los escasos músicos de rock soviético de éxito y reconocimiento internacionales. 

## Biografía
En 1990 se convirtió al cristianismo ortodoxo y se retiró a vivir a una remota aldea. En ese mismo año debutó como actor en la película Taxi Blues de Pável Lunguín, con quien también trabajó en las aclamadas películas Ostrov (2006) y Zar (2009).
Una de las apariciones cinematográficas más conocidas de Mamonov es el papel principal en Taxi Blues de 1990 de Pavel Lungin . Sus creaciones teatrales incluyen Is There Life on Mars?, Un absurdo toma en Anton Chéjov 's Una propuesta de matrimonio , y el chocolate Pushkin, lo que hace una referencia cómica a (pero no cita) el poeta nacional ruso Alexander Pushkin . Piotr explica el nombre del álbum como su propia comparación con un DJ popular que se hace llamar "Black Elvis" y también describe el género en este disco como "lit-hop" (literatura hip-hop).
En 2001, apareció en un papel corto pero característico en "Dust" (en ruso: Пыль) de Serguei Loban, que se estrenó sólo 4 años después y se convirtió en una película de culto. Volvió a interpretar el papel principal en la película religiosa de Pavel Lungin La isla (en ruso: Остров ), que cerró el Festival de Cine de Venecia de 2006 . Su actuación en la película fue elogiada por Alexis II , Patriarca de Moscú, y le valió el premio Nika al mejor actor .
En 2009, Pavel Lungin lo invitó nuevamente a aparecer en su nueva producción titulada Tsar (Russian Царь). Mamonov interpreta al héroe principal, el zar Iván el Terrible, un personaje dividido entre la fe apasionada y la crueldad.